# Avellara
Avellara là một chi thực vật có hoa trong họ Cúc (Asteraceae).

## Loài
Chi Avellara gồm các loài: